# Exhalación (libro)
Exhalación es una colección de relatos del escritor estadounidense Ted Chiang, publicada originalmente en mayo de 2019 por la editorial Alfred A. Knopf. Es la segunda colección de narrativa corta de Chiang, luego de La historia de tu vida (2002). Exhalación contiene nueve historias que exploran temáticas como el lugar de la humanidad en el universo, la naturaleza humana, la bioética, la realidad virtual, el determinismo y el libre albedrío, viajes a través del tiempo, y los usos de formas robóticas de inteligencia artificial. Siete de los cuentos del libro fueron publicados inicialmente entre 2005 y 2015, mientras que Ónfalo y La ansiedad es el vértigo de la libertad aparecieron por primera vez en esta colección.

## Contenido
El libro incluye las siguientes historias:
| Título                                         | Año original de publicación | Lugar original de publicación                    |
| ---------------------------------------------- | --------------------------- | ------------------------------------------------ |
| El comerciante y la puerta del alquimista      | 2007                        | Subterranean Press                               |
| Exhalación                                     | 2008                        | Eclipse 2                                        |
| Lo que se espera de nosotros                   | 2005                        | Nature                                           |
| El ciclo de vida de los elementos de software  | 2010                        | Subterranean Press                               |
| La niñera automática, patentada por Dacey      | 2011                        | The Thackery T. Lambshead Cabinet of Curiosities |
| La verdad del hecho, la verdad del sentimiento | 2013                        | Subterranean Press                               |
| El gran silencio                               | 2015                        | e-flux                                           |
| Ónfalo                                         | 2019                        | Exhalación                                       |
| La ansiedad es el vértigo de la libertad       | 2019                        | Exhalación                                       |

## Recepción
Joyce Carol Oates, en un artículo de la revista The New Yorker, declaró en relación con el libro: "De la ingenuidad tecnológica fluye complejidad ética. Las historias en Exhalación son mayoritariamente no tan mágicamente ingeniosos como aquellas en la primera colección de Chiang, pero cada una probablemente persistirá en la memoria tal y como lo hacen los acertijos—tentando, atormentando, iluminando, emocionando." La reseña de Kirkus Reviews agregó: "Historias especulativas visionarias que cambiarán la forma en que los lectores se ven a sí mismos y al mundo que los rodea: Este libro es un gran triunfo." Constance Grady de Vox le dio al libro cuatro puntos sobre cinco, comentando: "Las historias en Exhalación son un brillante ejemplo de lo mejor de la ciencia ficción. Toman tanto a la ciencia como al humanismo con profunda seriedad, razón por la cual se vuelve tan satisfactorio contemplarla brillante e intrincada maquinaria narrativa de Chiang en trabajo: sabes que cualquier cosa construida por la maquinaria, te dirá algo nuevo sobre los seres humanos."
Adam Morgan, de The A.V. Club, mencionó: "Si algo en este libro tiene la posibilidad de convertirse en el próximo La llegada,  es la novela corta que cierra la colección, La ansiedad es el vértigo de la libertad." La reseña de Publishers Weekly indicó: "Estas nueve historias invenciones que cambian la vida y mundos nuevos con leyes físicas radicalmente diferentes. En cada una, Chiang produce dramas profundamente emotivos de premisas fascinantes."
La colección fue incluida en la lista de los diez mejores libros de 2019 por el The New York Times.

### Galardones
La obra ganó el Premio Locus a la mejor colección en su edición de 2020. Adicionalmente, varias historias del libro ganaron o fueron nominadas a distintos galardones:
- El comerciante y la puerta del alquimista ganó el Premio Seiun, el Premio Hugo y el Premio Nébula al mejor relato, además de ser nominado al Premio Theodore Sturgeon Memorial y al Premio Locus.[10][11][12]
- Exhalación ganó el Premio Hugo, el Premio BSFA y el Premio Locus al mejor relato corto,[10][13] además de ser nominado al Premio Seiun.[12]
- El ciclo de vida de los elementos de software ganó el Premio Seiun, el Premio Hugo y el Premio Locus a la mejor novela corta,[14] además de ser nominado al Premio Nébula en la misma categoría.[10]
- La verdad del hecho, la verdad del sentimiento fue nominado al Premio Hugo al mejor relato.[15]
- Ónfalo ganó el Premio Locus al mejor relato,[16] además de ser nominado al Premio Seiun y al Premio Hugo en la misma categoría.[17][18]
- La ansiedad es el vértigo de la libertad fue nominada al Premio Seiun, al Premio Hugo, al Premio Nébula y al Premio Locus a la mejor novela corta.[17][16][19][18]